# Muscicapoidea
Muscicapoidea este o superfamilie aparținând subordinului păsărilor cântătoare Passeri, care cuprinde grauri, sfrâncioci, țicleni, pănțăruși, muscari, păsările-grădinar și aliații lor. Superfamilia conține aproximativ 670 de specii.

## Clasificare
În 2019, Carl Oliveros și colegii săi au publicat un amplu studiu filogenetic molecular al paseriformelor, care a inclus specii din fiecare dintre cele șapte familii care alcătuiesc superfamilia Muscicapoidea.
|  | Muscicapidae – muscari (332 specii) |
|  |                                     |
|  | Turdidae – sturzi mici (172 specii) |
|  |                                     |

|  | Buphagidae – (2 specii)                                                                                       |
|  | |
|  | \| \| Sturnidae – grauri (123 specii) \| \| \| \| \| \| Mimidae – sturzii zeflemitori (34 specii) \| \| \| \| |
|  | |
|  | Sturnidae – grauri (123 specii)                                                                               |
|  | |
|  | Mimidae – sturzii zeflemitori (34 specii)                                                                     |
|  | |

|  | Sturnidae – grauri (123 specii)           |
|  |                                           |
|  | Mimidae – sturzii zeflemitori (34 specii) |
|  |                                           |

|  | Muscicapidae – muscari (332 specii) |
|  |                                     |
|  | Turdidae – sturzi mici (172 specii) |
|  |                                     |

|  | Buphagidae – (2 specii)                                                                                       |
|  | |
|  | \| \| Sturnidae – grauri (123 specii) \| \| \| \| \| \| Mimidae – sturzii zeflemitori (34 specii) \| \| \| \| |
|  | |
|  | Sturnidae – grauri (123 specii)                                                                               |
|  | |
|  | Mimidae – sturzii zeflemitori (34 specii)                                                                     |
|  | |

|  | Sturnidae – grauri (123 specii)           |
|  |                                           |
|  | Mimidae – sturzii zeflemitori (34 specii) |
|  |                                           |

|  | Muscicapidae – muscari (332 specii) |
|  |                                     |
|  | Turdidae – sturzi mici (172 specii) |
|  |                                     |

|  | Buphagidae – (2 specii)                                                                                       |
|  | |
|  | \| \| Sturnidae – grauri (123 specii) \| \| \| \| \| \| Mimidae – sturzii zeflemitori (34 specii) \| \| \| \| |
|  | |
|  | Sturnidae – grauri (123 specii)                                                                               |
|  | |
|  | Mimidae – sturzii zeflemitori (34 specii)                                                                     |
|  | |

|  | Sturnidae – grauri (123 specii)           |
|  |                                           |
|  | Mimidae – sturzii zeflemitori (34 specii) |
|  |                                           |

|  | Muscicapidae – muscari (332 specii) |
|  |                                     |
|  | Turdidae – sturzi mici (172 specii) |
|  |                                     |

|  | Buphagidae – (2 specii)                                                                                       |
|  | |
|  | \| \| Sturnidae – grauri (123 specii) \| \| \| \| \| \| Mimidae – sturzii zeflemitori (34 specii) \| \| \| \| |
|  | |
|  | Sturnidae – grauri (123 specii)                                                                               |
|  | |
|  | Mimidae – sturzii zeflemitori (34 specii)                                                                     |
|  | |

|  | Sturnidae – grauri (123 specii)           |
|  |                                           |
|  | Mimidae – sturzii zeflemitori (34 specii) |
|  |                                           |

|  | Muscicapidae – muscari (332 specii) |
|  |                                     |
|  | Turdidae – sturzi mici (172 specii) |
|  |                                     |

|  | Buphagidae – (2 specii)                                                                                       |
|  | |
|  | \| \| Sturnidae – grauri (123 specii) \| \| \| \| \| \| Mimidae – sturzii zeflemitori (34 specii) \| \| \| \| |
|  | |
|  | Sturnidae – grauri (123 specii)                                                                               |
|  | |
|  | Mimidae – sturzii zeflemitori (34 specii)                                                                     |
|  | |

|  | Sturnidae – grauri (123 specii)           |
|  |                                           |
|  | Mimidae – sturzii zeflemitori (34 specii) |
|  |                                           |

|  | Muscicapidae – muscari (332 specii) |
|  |                                     |
|  | Turdidae – sturzi mici (172 specii) |
|  |                                     |

|  | Buphagidae – (2 specii)                                                                                       |
|  | |
|  | \| \| Sturnidae – grauri (123 specii) \| \| \| \| \| \| Mimidae – sturzii zeflemitori (34 specii) \| \| \| \| |
|  | |
|  | Sturnidae – grauri (123 specii)                                                                               |
|  | |
|  | Mimidae – sturzii zeflemitori (34 specii)                                                                     |
|  | |

|  | Sturnidae – grauri (123 specii)           |
|  |                                           |
|  | Mimidae – sturzii zeflemitori (34 specii) |
|  |                                           |

|  | Muscicapidae – muscari (332 specii) |
|  |                                     |
|  | Turdidae – sturzi mici (172 specii) |
|  |                                     |

|  | Buphagidae – (2 specii)                                                                                       |
|  | |
|  | \| \| Sturnidae – grauri (123 specii) \| \| \| \| \| \| Mimidae – sturzii zeflemitori (34 specii) \| \| \| \| |
|  | |
|  | Sturnidae – grauri (123 specii)                                                                               |
|  | |
|  | Mimidae – sturzii zeflemitori (34 specii)                                                                     |
|  | |

|  | Sturnidae – grauri (123 specii)           |
|  |                                           |
|  | Mimidae – sturzii zeflemitori (34 specii) |
|  |                                           |

|  | Muscicapidae – muscari (332 specii) |
|  |                                     |
|  | Turdidae – sturzi mici (172 specii) |
|  |                                     |

|  | Buphagidae – (2 specii)                                                                                       |
|  | |
|  | \| \| Sturnidae – grauri (123 specii) \| \| \| \| \| \| Mimidae – sturzii zeflemitori (34 specii) \| \| \| \| |
|  | |
|  | Sturnidae – grauri (123 specii)                                                                               |
|  | |
|  | Mimidae – sturzii zeflemitori (34 specii)                                                                     |
|  | |

|  | Sturnidae – grauri (123 specii)           |
|  |                                           |
|  | Mimidae – sturzii zeflemitori (34 specii) |
|  |                                           |

|  | Muscicapidae – muscari (332 specii) |
|  |                                     |
|  | Turdidae – sturzi mici (172 specii) |
|  |                                     |

|  | Buphagidae – (2 specii)                                                                                       |
|  | |
|  | \| \| Sturnidae – grauri (123 specii) \| \| \| \| \| \| Mimidae – sturzii zeflemitori (34 specii) \| \| \| \| |
|  | |
|  | Sturnidae – grauri (123 specii)                                                                               |
|  | |
|  | Mimidae – sturzii zeflemitori (34 specii)                                                                     |
|  | |

|  | Sturnidae – grauri (123 specii)           |
|  |                                           |
|  | Mimidae – sturzii zeflemitori (34 specii) |
|  |                                           |

|  | Muscicapidae – muscari (332 specii) |
|  |                                     |
|  | Turdidae – sturzi mici (172 specii) |
|  |                                     |

|  | Buphagidae – (2 specii)                                                                                       |
|  | |
|  | \| \| Sturnidae – grauri (123 specii) \| \| \| \| \| \| Mimidae – sturzii zeflemitori (34 specii) \| \| \| \| |
|  | |
|  | Sturnidae – grauri (123 specii)                                                                               |
|  | |
|  | Mimidae – sturzii zeflemitori (34 specii)                                                                     |
|  | |

|  | Sturnidae – grauri (123 specii)           |
|  |                                           |
|  | Mimidae – sturzii zeflemitori (34 specii) |
|  |                                           |

|  | Muscicapidae – muscari (332 specii) |
|  |                                     |
|  | Turdidae – sturzi mici (172 specii) |
|  |                                     |

|  | Buphagidae – (2 specii)                                                                                       |
|  | |
|  | \| \| Sturnidae – grauri (123 specii) \| \| \| \| \| \| Mimidae – sturzii zeflemitori (34 specii) \| \| \| \| |
|  | |
|  | Sturnidae – grauri (123 specii)                                                                               |
|  | |
|  | Mimidae – sturzii zeflemitori (34 specii)                                                                     |
|  | |

|  | Sturnidae – grauri (123 specii)           |
|  |                                           |
|  | Mimidae – sturzii zeflemitori (34 specii) |
|  |                                           |

|  | Muscicapidae – muscari (332 specii) |
|  |                                     |
|  | Turdidae – sturzi mici (172 specii) |
|  |                                     |

|  | Buphagidae – (2 specii)                                                                                       |
|  | |
|  | \| \| Sturnidae – grauri (123 specii) \| \| \| \| \| \| Mimidae – sturzii zeflemitori (34 specii) \| \| \| \| |
|  | |
|  | Sturnidae – grauri (123 specii)                                                                               |
|  | |
|  | Mimidae – sturzii zeflemitori (34 specii)                                                                     |
|  | |

|  | Sturnidae – grauri (123 specii)           |
|  |                                           |
|  | Mimidae – sturzii zeflemitori (34 specii) |
|  |                                           |

|  | Muscicapidae – muscari (332 specii) |
|  |                                     |
|  | Turdidae – sturzi mici (172 specii) |
|  |                                     |

|  | Buphagidae – (2 specii)                                                                                       |
|  | |
|  | \| \| Sturnidae – grauri (123 specii) \| \| \| \| \| \| Mimidae – sturzii zeflemitori (34 specii) \| \| \| \| |
|  | |
|  | Sturnidae – grauri (123 specii)                                                                               |
|  | |
|  | Mimidae – sturzii zeflemitori (34 specii)                                                                     |
|  | |

|  | Sturnidae – grauri (123 specii)           |
|  |                                           |
|  | Mimidae – sturzii zeflemitori (34 specii) |
|  |                                           |

|  | Muscicapidae – muscari (332 specii) |
|  |                                     |
|  | Turdidae – sturzi mici (172 specii) |
|  |                                     |

|  | Buphagidae – (2 specii)                                                                                       |
|  | |
|  | \| \| Sturnidae – grauri (123 specii) \| \| \| \| \| \| Mimidae – sturzii zeflemitori (34 specii) \| \| \| \| |
|  | |
|  | Sturnidae – grauri (123 specii)                                                                               |
|  | |
|  | Mimidae – sturzii zeflemitori (34 specii)                                                                     |
|  | |

|  | Sturnidae – grauri (123 specii)           |
|  |                                           |
|  | Mimidae – sturzii zeflemitori (34 specii) |
|  |                                           |

|  | Muscicapidae – muscari (332 specii) |
|  |                                     |
|  | Turdidae – sturzi mici (172 specii) |
|  |                                     |

|  | Buphagidae – (2 specii)                                                                                       |
|  | |
|  | \| \| Sturnidae – grauri (123 specii) \| \| \| \| \| \| Mimidae – sturzii zeflemitori (34 specii) \| \| \| \| |
|  | |
|  | Sturnidae – grauri (123 specii)                                                                               |
|  | |
|  | Mimidae – sturzii zeflemitori (34 specii)                                                                     |
|  | |

|  | Sturnidae – grauri (123 specii)           |
|  |                                           |
|  | Mimidae – sturzii zeflemitori (34 specii) |
|  |                                           |

|  | Muscicapidae – muscari (332 specii) |
|  |                                     |
|  | Turdidae – sturzi mici (172 specii) |
|  |                                     |

|  | Buphagidae – (2 specii)                                                                                       |
|  | |
|  | \| \| Sturnidae – grauri (123 specii) \| \| \| \| \| \| Mimidae – sturzii zeflemitori (34 specii) \| \| \| \| |
|  | |
|  | Sturnidae – grauri (123 specii)                                                                               |
|  | |
|  | Mimidae – sturzii zeflemitori (34 specii)                                                                     |
|  | |

|  | Sturnidae – grauri (123 specii)           |
|  |                                           |
|  | Mimidae – sturzii zeflemitori (34 specii) |
|  |                                           |